# Marco Ruas
Marco Antônio de Lima Ruas (Rio de Janeiro, 23 de janeiro de 1961) é um lutador profissional brasileiro de Mixed Martial Arts (MMA) e instrutor. É famoso por ter fundado a equipe Ruas Vale Tudo, também chamada a arte marcial brasileira por ele criada — um híbrido da Luta Livre Brasileira e o Muay Thai. Foi professor de diversos lutadores famosos, dentre eles: Pedro Rizzo, Renato Sobral e Fujita.
Atualmente Marco Ruas mora e dá aulas de artes marciais nos Estados Unidos. Marco Ruas é uma das lendas do Vale-Tudo e um dos lutadores mais respeitados do mundo.
É creditado a ele o conceito de cross-training, onde para se manter no topo do MMA, é necessário se aperfeiçoar em várias modalidades. Assim, um atleta top não pode ter uma diferença técnica muito grande em cada uma das três áreas da luta — trocação, quedas e chão. É o 2.° brasileiro campeão do UFC.

## Conhecimento marcial
- Faixa preta de Judô
- Faixa preta de Taekwondo
- Mestre em Luta Livre
- Mestre em Capoeira
- Mestre em Muay Thai
- Campeão carioca de Boxe
- Campeão carioca de Wrestling

| “ | Se tentarem me socar e me chutar, eu jogo pro chão. Se tentarem me jogar pro chão, eu soco e chuto. | ” |

## A polêmica do diploma de faixa preta em Jiu Jitsu
Marco Ruas explica que o Mestre Joe Moreira ia competir e, por algum motivo, não encontrou ninguém disposto a treiná-lo, no que solicitou a Marco Ruas para treiná-lo, o que prontamente o fez. Joe Moreira, em uma provável forma de agradecimento, deu a ele um diploma de faixa preta em Jiu Jitsu. Marco Ruas esclarece que:
| “ | Eu só quero deixar claro para as pessoas que estão mordidas com isto como é o caso do professor Carlson Gracie e vários alunos que eu não sou faixa preta de Jiu Jitsu, não faço questão de ser faixa preta de Jiu Jitsu, não uso quimono, não uso faixa, o que eu faço e o que eu sou eu provo dentro do ringue, eu dou aula de sunga e de camisa, não preciso de quimono ou faixa preta, não preciso me promover com o Jiu Jitsu e se estivesse defendendo o Jiu Jitsu não estaria fazendo feio. | ” |

Joe Moreira afirma que quando treinou com Marco Ruas, percebeu que Ruas já era muito bom de chão. Ele diz que treinou e testou Marco Ruas com e sem quimono e que ele não tinha desvantagem técnica nenhuma para outros faixas pretas, dos melhores ainda, e que suava para não bater, já que ele "gostava de um pé" e por isto o presenteou com um diploma de faixa preta. Nas palavras do Mestre Joe Moreira:
| “ | Quem acha que ele não é, é só comparecer e testá-lo. Qualquer um, com quimono ou sem quimono, vai passar sufoco na mão dele, se acha que vai ser moleza não vai ser. | ” |

## Carreira
Para-quedista militar exército brasileiro  80/1. Sua primeira luta gravada foi em 1984. Após isso, Ruas competiu nos eventos primórdios do Ultimate Fighting Championship, vencendo em uma batalha épica o lutador Paul Varelans, na época muito mais pesado e alto. Ainda no Ultimate Fighting, Ruas perdeu para Oleg Taktarov, via decisão. Anos mais tarde, Ruas empataria com o mesmo, agora no evento WVC. Ruas retornou ao Ultimate Fighting para uma luta contra o ex-campeão dos pesos pesados Maurice Smith, mas acabou sendo derrotado após sofrer uma lesão no joelho e não poder mais continuar à lutar.
Marco vivia em Laguna Niguel, California e treinava a equipe de MMA Southern California Condors no evento International Fight League, antes da organização falir.
Casado há 35 anos, Marco tem três filhas: Carolina, Isabela e a caçula Juliana que é seu grande xodó. Ruas tem três netos, um de Carolina e dois de Isabela.

## Curiosidades
Marco Ruas foi um dos primeiros lutadores a mostrar para o público que o então desconhecido Vale Tudo, não era uma forma de mostrar que alguma arte marcial se destacaria sobre as outras, e sim, como um lutador poderia se aproveitar das técnicas variadas de acordo com as circunstâncias de cada luta. No UFC 7, Ruas venceu cada lutador com estilo diferente, lutando no chão e em cima com trocação. Desde então, as chances de um atleta vencer uma luta com apenas um estilo de uma arte marcial, eram remotas. Surgia o Mixed Martial Arts (Artes Marciais Mistas). Em entrevista Ruas deixou claro esta tendência, pois sabia que se os atletas que costumavam finalizar seus adversários não se especializassem em lutas em pé, não teriam o mesmo êxito. Vimos isso quando Royce Gracie começava a ter dificuldades nos ringues do MMA e posteriormente ao vencer Ken Shamrock no Bellator 149 com apurada técnica de Taekwondo.

## Conquistas
Ultimate Fighting Championship
- Campeão do "UFC 7 Tournament"
- UFC Viewers Choice Award[5]

World Vale Tudo Championship
- 1 vez campeão do "WVC Superfight Championship"

## Cartel
| Cartel no MMA   |            |            |
| 15 lutas        | 9 vitórias | 4 derrotas |
| Por nocaute     | 1          | 3          |
| Por finalização | 8          | 0          |
| Por decisão     | 0          | 1          |
| Empates         | 2          | 2          |

| Resultado | Oponente         | Metodo                         | Evento                                 | Data       | Round | Tempo | Obs                       |
| --------- | ---------------- | ------------------------------ | -------------------------------------- | ---------- | ----- | ----- | ------------------------- |
| Derrota   | Maurice Smith    | TKO                            | IFL - Chicago                          | 19/5/2007  | 4     | 4:43  |                           |
| Vitória   | Jason Lambert    | Submissão (Chave de Calcanhar) | UP 1 - Ultimate Pankration 1           | 11/11/2001 | 1     | 0:56  |                           |
| Derrota   | Maurice Smith    | TKO (Intervenção do Treinador) | UFC 21: Return of the Champions        | 16/7/1999  | 1     | 5:00  |                           |
| Derrota   | Alexander Otsuka | TKO (Intervenção do Treinador) | Pride 4                                | 11/10/1998 | 2     | 10:00 |                           |
| Vitória   | Gary Goodridge   | Submissão (Chave de Calcanhar) | Pride 2                                | 15/3/1998  | 1     | 09:09 |                           |
| Vitória   | Patrick Smith    | Submissão (Chave de Calcanhar) | WVC 4 - World Vale Tudo Championship 4 | 16/3/1997  | 1     | 0:39  |                           |
| Empate    | Oleg Taktarov    | Empate                         | WVC 2 - World Vale Tudo Championship 2 | 10/11/1996 | 1     | 31:12 |                           |
| Vitória   | Steve Jennum     | Submissão (Socos)              | WVC 1 - World Vale Tudo Championship 1 | 14/8/1996  | 1     | 1:44  |                           |
| Derrota   | Oleg Taktarov    | Decisão (Unanime)              | Ultimate Ultimate 1995                 | 16/12/1995 | 1     | 18:00 |                           |
| Vitória   | Keith Hackney    | Submissão (Mata-Leão)          | Ultimate Ultimate 1995                 | 16/12/1995 | 1     | 2:39  |                           |
| Vitória   | Paul Varelans    | TKO (Golpes)                   | UFC 7: The Brawl in Buffalo            | 8/9/1995   | 1     | 13:17 | Ganhou o Torneio do UFC 7 |
| Vitória   | Remco Pardoel    | Submissão (Posição)            | UFC 7: The Brawl in Buffalo            | 8/9/1995   | 1     | 12:27 |                           |
| Vitória   | Larry Cureton    | Submissão (Chave de Calcanhar) | UFC 7: The Brawl in Buffalo            | 8/9/1995   | 1     | 9:23  |                           |
| Vitória   | Francisco Borges | Submissão (mata-leão)          | RVT - Ruas Vale Tudo                   | 1/7/1992   | 1     | 0:26  |                           |
| Empate    | Fernando Pinduka | Empate                         | JJ vs MA - Jiu-Jitsu vs Artes Marciais | 30/11/1984 | 1     | 20:00 |                           |

## Filmografia
| Ano  | Filme                         | Papel     |
| ---- | ----------------------------- | --------- |
| 1992 | Kickboxer III: The Art of War | Ele mesmo |
| 2004 | O Eliminador                  | Salvador  |